# Thomas Smallwood
Thomas Max Smallwood (Roanne, 30 marzo 1995) è un cestista francese.